# 岩澤孝雄
岩澤孝雄（岩沢孝雄、いわさわ たかお、1938年- ）は、日本の経営学者。

## 略歴
栃木県宇都宮生まれ。1960年宇都宮大学農学部農芸化学科卒、森永乳業(株)勤務、(財)流通経済研究所主任研究員、1988年関東学院大学経済学部教授、2003年長岡大学産業経営学部教授。日本商工会議所「商店街等活性化実施計画策定指導委員会」委員、日本商工会議所「中小小売商業活性化事業支援研究会」委員を務めた。

## 著書
- 『交通サービスと経営戦略』 (日通総研選書)日通総合研究所 1989
- 『カーライフ産業の未来戦略 自動車ディーラーと創造経営』白桃書房 1991
- 『商店街活性化と街づくり 都市政策と商業政策の融合』白桃書房 1992
- 『取引流通システムと競争政策』 (KGU叢書)白桃書房 1998
- 『Web型マーケティング 「顧客から個客」志向への転換』白桃書房 2000
- 『商店街再生のIT戦略 販売代理から購入代理への転換』 (KGU叢書)白桃書房 2001

### 共編著
- 『「企業」成功の多角化戦略 変化を先取りする業際経営』池内守厚共編著. 日刊工業新聞社 1991
- 『女性の感性が営業を革新する 顧客との新しい関係づくり』結城美恵子, 伊藤由紀子共著 中央経済社 1994
- 『経営革新と産業ネットワーク』 (経営革新シリーズ:21世紀の経営と情報 第4巻) 鍋田英彦,宮沢政夫, 荒川隆共著 日科技連出版社 1995
- 『交通産業のサービス商品戦略』 (日通総研選書)編著. 日通総合研究所 1996
- 『情報革命と自動車流通イノベーション』下川浩一共編著. 文眞堂 2000

## 論文
- <岩沢孝雄